# چکاوک پنجه‌کوتاه سومالی
چکاوک پنجه‌کوتاه سومالی (نام علمی: Calandrella somalica) نام یک گونه از سرده چکاوکچه‌ها است.